# 古古達體育會
古古達體育足球會（西班牙語：Cúcuta Deportivo Fútbol Club）是一支位于哥倫比亞北桑坦德省库库塔的足球會，現時於哥倫比亞足球乙級聯賽作賽，於1924年9月10日成立。1950年首次踢職業聯賽，他們的主場是桑坦德将军球场。古古達曾贏得本地和球會賽共7項錦標，包括於2006年次階段哥超冠軍，2007年更殺入南美自由盃四強，僅比小保加擊退。IFFHS將古古達排在21世紀南美球隊的第92名。他們之後降班，於2014年哥甲奪冠後升班超聯。